# Миссандея
Миссандея (англ. Missandei) — персонаж серии фэнтези-романов «Песнь Льда и Огня» американского писателя Джорджа Мартина. Появляется в книгах «Буря мечей» (2000), «Танец с драконами» (2011) и «Ветра зимы».
В телесериале «Игра престолов» роль Миссандеи играет английская актриса Натали Эммануэль. В сериале Миссандея впервые появляется в третьем сезоне в качестве второстепенного персонажа и является основным персонажем начиная с пятого сезона.

## Роль в сюжете[1]

### Буря мечей
Миссандея служила в качестве переводчицы Кразнису мо Наклозу, когда тот демонстрировал Безупречных Дейнерис, прибывшей в Астапор. При этом девочка не переводила для Дени, притворившейся не владеющей валирийским, оскорбления, которыми сыпал ее господин, то и дело тычующий в рабыню рукоятью плети. Девочка передавала его речь в несколько более учтивых выражениях и умолчала о предложении сексуального характера, данном Кразнисом для покупательницы.
Миссандея присутствовала вместе со своим хозяином, когда Дени обсуждала покупку воинов-рабов с добрыми господами. После, того как сделка была заключена, Кразнис подарил Дени свою слугу в знак удачной сделки, чтобы та служила ей переводчиком, пока Безупречные не выучат вестеросский язык. Дейнерис отметила, что Миссандея не проявила никаких чувств, когда услышала о том, что ее дарят.
Рабыня удивилась, когда Дени уже у своих носилок спросила имя девочки на валирийском. Затем Дейнерис сказала, что освобождает рабыню и отпускает ее на волю. Она предложила ей сесть в свои носилки, где предоставила выбор девочке: остаться переводчицей у Дени или отправиться к своим родителям на Наат. Миссандея решила служить своей новой госпоже, сказав, что ей некуда идти. Дейнерис предупредила девочку о возможной опасности пребывания с ней, на что та ответила:"Валар моргулис".
Миссандея подробнее рассказала Дени о Безупречных и подтвердила их полную преданность своему господину. Она поведала, что, когда они перестанут быть нужны хозяину, им можно приказать упасть на свои мечи. Но ответила госпоже, что не хотела бы такого приказа, потому что два ее брата являются Безупречными.
Переводчица была в числе сопровождающих Дейнерис людей на площади Гордости, где после перехода воинов-рабов к Дени произошел захват ею Астапора.

## В экранизации
Миссандея в сериале старше своего книжного образа, она примерно ровесница Дейенерис.

#### Пятый сезон
Выхаживала раненного после стычки с Детьми Гарпии Серого Червя. В 8 серии 5 сезона приняла участие в переговорах Беса и Дейенерис на глазах у Джораха. Была спасена Бесом от Детей Гарпии и стала свидетелем полета Дейенерис на Дрогоне. В конце 5 сезона рассказала Серому Червю про случившееся в Яме Дазнака и познакомила его с Бесом.

#### Шестой сезон
Во 2 серии 6 сезона усомнилась в правильности решения Тириона освободить драконов. Узнала от Вариса о поддержке Сынов Гарпии со стороны работорговцев и посоветовала Тириону начать с ними войну. Присутствовала на переговорах Тириона с послами из Юнкая. Поддержала Тириона во время его разговора с представителями свободных жителей Миэрина. При ней Тирион заявил о том, что ищет поддержки верховной красной жрицы Кинвары. Выпила вино по настоянию Беса, стала свидетельницей нападения флота работорговцев на Миэрин. Встретилась с Дейенерис в Миэрине. Стала свидетелем сожжения флота работорговцев драконами Дейенерис и убийства Белико Пейнемиона и Раздала мо Эраза. Отправилась вместе с Дейенерис на завоевание Вестероса.

#### Седьмой сезон
В самом начале 7 сезона прибыла на Драконий Камень. Приняла участие в военном совещании в Драконьем Камне. Занималась сексом с Серым Червём. Вместе с Бесом встретила Давоса и Джона Сноу. Рассказала Джону и Давосу историю своей жизни. Приняла участие в переговорах Серсеи, Джона Сноу и Матери Драконов.

#### Восьмой сезон
В начале финального сезона Миссандея вместе с Дейенерис прибывает в Винтерфелл.
В четвёртой серии после нападения Эурона Грейджоя на флот Дейенерис Таргариен рядом с Драконьим Камнем попадает в плен к Серсее Ланнистер. Казнена Грегором Клиганом по приказу Серсеи.